# Digitaler Produktpass
Der Digitale Produktpass (DPP) ist ein Datensatz, der die Komponenten, Materialien, Inhaltsstoffe und gegebenenfalls chemischen Substanzen oder auch Informationen zu Reparierbarkeit, Ersatzteilen oder fachgerechter Entsorgung für ein Produkt zusammenfasst. Die Daten stammen aus allen Phasen des Produktlebenszyklus und können für verschiedene Zwecke genutzt werden (zum Beispiel Zugang zu Informationen, Nutzung, Entsorgung durch Konsumenten, Geschäftspartner oder Behörden).
In der Europäischen Union wird ab 2027 der DPP, aufbauend auf der europäischen Öko-Design-Verordnung, zu einem verpflichtenden Element für definierte Produktgruppen. Die Öko-Design-Verordnung legt in ihrem Anhang III die grundsätzlichen Inhalte eines DPP rechtsverbindlich fest. Je nach Produktgruppe werden diese in sogenannten delegierten Rechtsakten (Artikel 4) weiter ausdetailliert.
Das Europäische Komitee für Normung (CEN), das Europäische Komitee für elektrotechnische Normung (CENELEC) und das Europäische Institut für Telekommunikationsnormen (ETSI) haben von der Europäischen Kommission den Auftrag erhalten, die zur Umsetzung des DPP notwendigen Normen zu entwickeln.

## Zugriff auf den Digitalen Produktpass
Die Öko-Design-Verordnung schreibt eine eindeutige Produktkennung vor. 
Diese ermöglicht die eindeutige Identifikation des Produktes und stellt die Grundlage dar für einen Weblink, welcher den Zugriff auf Daten des DPP ermöglicht. 
Die Produktkennung, ein entsprechender Datenträger und ein Weblink haben auf offenen, international anerkannten Standards aufzubauen. In Anhang III der Öko-Design-Verordnung wird als Grundlage für die Produktkennung die ISO/IEC 15459 erwähnt. 
Wie ein Weblink auf Basis ISO/IEC 15459 umgesetzt werden kann, regelt unter anderem ISO/IEC DIS 18975.
Eine andere Möglichkeit sind sogenannte Identifizierungslinks, beschrieben in IEC 61406-1:2022.
Die über einen Weblink anzusteuernde Informationsquelle kann beispielsweise über einen auf dem Produkt angebrachten QR-Code oder per NFC (Near Field Communication)-bzw. RFID-Chip abgerufen werden.

## Digitales Typenschild

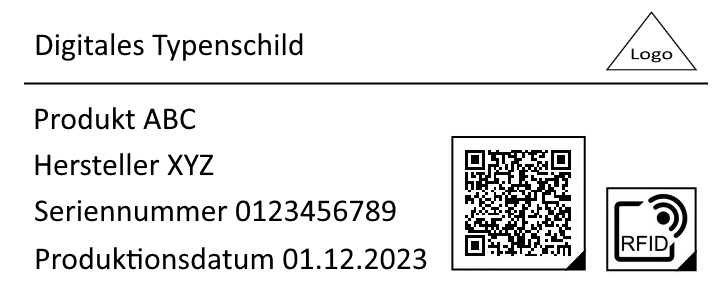
Fiktive digitale Typenschilder für ein Produkt mit Digitalem Produktpass. Die Webseite mit der Information kann beispielsweise optisch über einen QR-Code oder per NFC (Near Field Communication) über ein RFID-Chip (Radio-Frequency IDentification) aufgerufen werden.

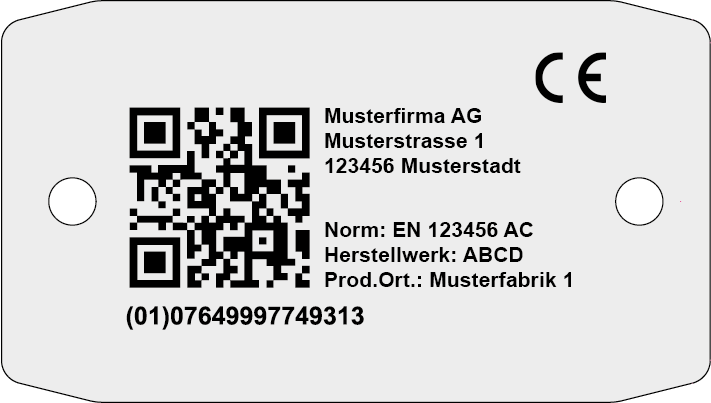

Der Digitale Produktpass wird gemäß Öko-Design-Verordnung eine breite Anwendung für unterschiedlichste Branchen finden, vom Einzelhandel (bspw. Spielwaren oder Textilien), über Bauprodukte, Batterien, Chemikalien, Wasch- und Reinigungsmittel bis hin zu energieverbrauchsrelevanten Produkten.
Für Industrieprodukte wird der DPP eine Anpassung des heutigen Typenschild-Designs nach sich ziehen.
(Dieses Typenschild wird als „digitales Typenschild“ bezeichnet, obwohl das Schild selbst nach wie vor analog ist. Es führt lediglich zu digitalen Inhalten.)